# Đội tuyển bóng đá bãi biển quốc gia Mauritius
Đội tuyển bóng đá bãi biển quốc gia Mauritius đại diện Mauritius ở các giải thi đấu bóng đá bãi biển quốc tế và được điều hành bởi MFA, cơ quan quản lý bóng đá ở Mauritius. Đội tuyển bóng đá bãi biển quốc gia Mauritius thi đấu trận đầu tiên, ở vòng loại Giải vô địch bóng đá bãi biển thế giới vào tháng 7 năm 2009, thua 0–13 trước Nigeria. Their first win came in the 2009 Festisable du Tampon, which took place ở Réunion, in which Mauritius won against the hosts 3–2.

## Đội hình hiện tại
Chính xác tính đến 2011
Ghi chú: Quốc kỳ chỉ đội tuyển quốc gia được xác định rõ trong điều lệ tư cách FIFA. Các cầu thủ có thể giữ hơn một quốc tịch ngoài FIFA.
| Số | VT | Quốc gia | Cầu thủ               |
| -- | -- | -------- | --------------------- |
| 1  | TM |          | Kevin Jean-Louis      |
| 2  | HV |          | Guillano Édouard      |
| 3  | HV |          | Christopher L'Enclume |
| 4  | HV |          | Jean-Marie Chavry     |
| 5  | TV |          | Jonathan Ernest       |
| 6  | TV |          | Ashley Lemince        |

| Số | VT | Quốc gia | Cầu thủ                   |
| -- | -- | -------- | ------------------------- |
| 7  | TV |          | Gravel Azie               |
| 8  | TV |          | Kelly Mariva (đội trưởng) |
| 9  | TĐ |          | David Azie                |
| 10 | TĐ |          | Stéphane Arthée           |
| 18 | TĐ |          | Jonathan Moutou           |
| 11 | TM |          | Kingsley Mitraille        |

Huấn luyện viên: Eddy Rose

## Ban huấn luyện hiện tại
- Đại biểu trưởng: Nanda Kistnen

## Giải thưởng và thành tích thi đấu

### Thành tích Festisable du Tampon
- 2009 — thứ 2
- 2011 — thứ 4

### Thành tích Giải vô địch bóng đá bãi biển châu Phi
- 2006–2008 — Không tham gia
- 2009 — thứ 9
- 2011 — Không tham gia

### Thành tích Giải vô địch bóng đá bãi biển thế giới
- 1995–2008 — Không tham gia
- 2009 — Không vượt qua vòng loại
- 2011 — Không tham gia

## Lịch thi đấu
Win
      Tie
      Loss

### Kết quả gần đây
| 13 tháng 5 năm 2011 Festisable du Tampon | Pháp                                                                                 | 10–3     | Mauritius     | Stade Roger Bernard, Le Tampon, Réunion |  |
| 15:00 UTC+4                              | Basquaise · Samoun · Soares · Mariva ?' (l.n.) · Mendy · Pagis · François · Barbotti | (Report) | Arthée · Azie | Trọng tài: Blaya                        |  |

| 14 tháng 5 năm 2011 Festisable du Tampon | Anh                           | 4–0      | Mauritius | Stade Roger Bernard, Le Tampon, Réunion |  |
| 15:00 UTC+4                              | Day · Kerr · Blake · Sprooles | (Report) |           |                                         |  |

| 15 tháng 5 năm 2011 Festisable du Tampon | Mauritius                          | 6–8      | Réunion                                                      | Stade Roger Bernard, Le Tampon, Réunion |  |
| 15:00 UTC+4                              | Azie · Mariva · L'Enclume · Ernest | (Report) | Taochy · Maillot · Therezo · Balthazard · Basquaise · Tossem |                                         |  |